# Tempête tropicale Washi
La tempête tropicale Washi est un cyclone tropical d'arrière-saison qui a causé des dégâts considérables aux Philippines en 2011. Washi, qui signifie la constellation de l'aigle en japonais, a d'abord touché Mindanao, une des plus grandes îles des Philippines, le 16 décembre et Palawan le 17. Son diamètre est d'environ 400 km, il se déplace à 65 km/h.

## Bilan
Washi a fait, selon un bilan provisoire du 30 décembre aux Philippines, au moins 1 257 morts, 85 disparus et 4 658 blessés, ce qui en fait le cyclone le plus meurtrier au monde pour 2011. Il a affecté au total plus d'un demi-million de personnes.
Les montants des dégâts est estimé à cette date à environ 1,1 milliard de pesos philippins pour les infrastructures publiques et plus de 276 millions pour l'agriculture soit un total d'environ 800 millions d'euros.